# Wybory parlamentarne w Rosji w 1990 roku
Wybory parlamentarne w Rosji w 1990 roku odbyły się 4 marca 1990 r. Były to pierwsze relatywnie wolne wybory parlamentarne w Rosji od 1917 roku.
1068 deputowanych do Zjazdu Deputowanych Ludowych Rosyjskiej Federacyjnej Socjalistycznej Republiki Radzieckiej (ros. Съезд народных депутатов РСФСР) zostało wybranych na pięcioletnią kadencję. 86% z nich należało do Komunistycznej Partii Związku Radzieckiego (KPZR), pozostali byli kandydatami bezpartyjnymi.
Formalnie inne partie niż KPZR nie miały prawa do wystawiania swoich kandydatów w wyborach, jednak wybory były konkurencyjne, dzięki czemu ruch „Demokratyczna Rosja” (ros. Демократическая Россия), jednoczący wiele grup opozycyjnych, wprowadził do parlamentu swoich przedstawicieli.
Pierwsza sesja nowo wybranego parlamentu odbyła się 16 maja 1990 r.
Wśród wybranych posłów był m.in. Borys Jelcyn, który 29 maja 1990 r. został wybrany na przewodniczącego Rady Najwyższej RFSRR, pokonując w tych wyborach ówczesnego premiera Rosji Aleksandra Własowa, którego kandydaturę poparł Michaił Gorbaczow.
Wybory parlamentarne z 1990 roku były pierwszymi oraz jedynymi wolnymi wyborami do RFSRR. Ciało to zostało rozwiązane przez Borysa Jelcyna po krwawych zajściach w czasie rosyjskiego kryzysu konstytucyjnego w październiku 1993 roku. W grudniu tegoż roku zorganizowane zostały wybory parlamentarne do nowej izby niższej, Dumy Państwowej.

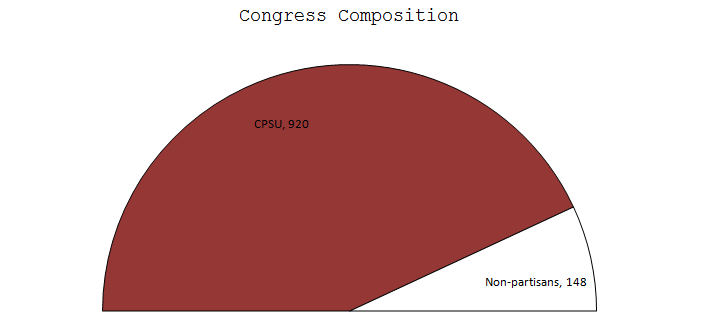
Początkowy skład parlamentu RFSRR w 1990 r.

| Partie i koalicje                         | Partie i koalicje                         | % głosów | Miejsca |
| ----------------------------------------- | ----------------------------------------- | -------- | ------- |
| Komunistyczna Partia Związku Radzieckiego | Komunistyczna Partia Związku Radzieckiego | 86%      | 920     |
| Bezpartyjni                               | Bezpartyjni                               | 14%      | 148     |
| Razem (frekwencja 77%)                    | Razem (frekwencja 77%)                    | 100%     | 1068    |